# Grand Morbid Funeral
Grand Morbid Funeral is het vierde studio-album van de death metal band Bloodbath. Het was het eerste album waar Nick Holmes Mikael Akerfeldt verving als zanger van de band. Het album is uitgebracht door Peaceville Records op 17 november 2014.

## Tracklist
| 1.                 | Let The Stillborn Come to Me | 4:37 |
| 2.                 | Total Death Exhumed          | 3:51 |
| 3.                 | Anne                         | 3:43 |
| 4.                 | Church of Vastitas           | 3:37 |
| 5.                 | Famine of God's Word         | 4:56 |
| 6.                 | Mental Abortion              | 3:47 |
| 7.                 | Beyond Cremation             | 4:41 |
| 8.                 | His Infernal Necropsy        | 3:35 |
| 9.                 | Unite In Pain                | 3:52 |
| 10.                | My Torturer                  | 4:17 |
| 11.                | Grand Morbid Funeral         | 5:35 |
| Totale duur: 46:31 |                              |      |

## Bezetting

##### Bloodbath
- Nick Holmes - Zang
- Anders Nystrom - Gitaar
- Per Erikson - Gitaar
- Jonas Renske - Basgitaar
- Martin Axenrot - Drums

##### Gast muzikanten
- Chris Reifert - vocalen op Grand Morbid Funeral
- Eric Cutler - Gitaarsolo's op Total Death Exhumed, Mental Abortion en Unite in Pain